# Roger Revelle

Roger Revelle: a levegő CO_{2}-koncentrációja

Roger Revelle (Seattle, 1909. március 7. – San Diego, 1991. július 15.) amerikai geológus, tengerkutató, klimatológus, aki az elsők között tanulmányozta a globális felmelegedést és a tektonikus lemezeket. Ő hívta fel elsőként a figyelmet a felmelegedés és az üvegházhatású gázok mennyisége közti összefüggésre. Hawaii szigetén kezdte a levegő CO2 mennyiségét mérni. Scripps Tengerkutató Intézet igazgatója volt.

## Pályafutása
1929-ben kezdett geológiát tanulni a Kaliforniai Egyetemen Berkelyben. 1931-ben segédkutatói ösztöndíjat kapott a La Jollában működő Scripps Tengerkutató Intézetben (Scripps Institute of Oceanography). Több, víz alatti expedícióban vett részt, doktori disszertációját a tengerfenékről gyűjtött csendes-óceáni mintákról írta, és állást kapott az intézetben. A második világháborúban az amerikai haditengerészetnél szolgált a hajóhivatal tengerkutató szekciójában, majd 1946-ban kinevezték a hivatal geofizikai osztályának élére. 
1948-ban visszatért a Scripps Tengerkutató Intézetbe, amelynek  1951-től 1964-ig igazgatója volt. 1956-ban Charles David Keeling is csatlakozott a Scrippshez, és annak a programnak lett a vezetője, ami elkezdte mérni a légköri szén-dioxidot Hawaii Nagy-szigetén, a Mauna Loa vulkanikus hegy tetején, és az Antarktikán. Revelle-t érdekelte ez a program, és kutatni akarta a szénkörforgást és szén-dioxid semlegesítését. 
Revelle igazgatósága alatt számos megbizatást vállalt, többek között az 1957-ben megrendezett nemzetközi geofizikai évben az amerikai bizottság tengerkutató csoportjának volt az elnöke. A geofizikai év előkészítő szakaszában a Scripps részvételéről döntöttek, később pedig a Scripps lett a légköri szén-dioxid program fő központja.  
Revelle és Hans Suess 1957-ben a Tellusban (European meteorology and oceanography journal) közzétett híres cikkükben kimutatták, hogy a szén-dioxid mennyisége növekedett a légkörben a fosszilis tüzelőanyagok használata miatt. 

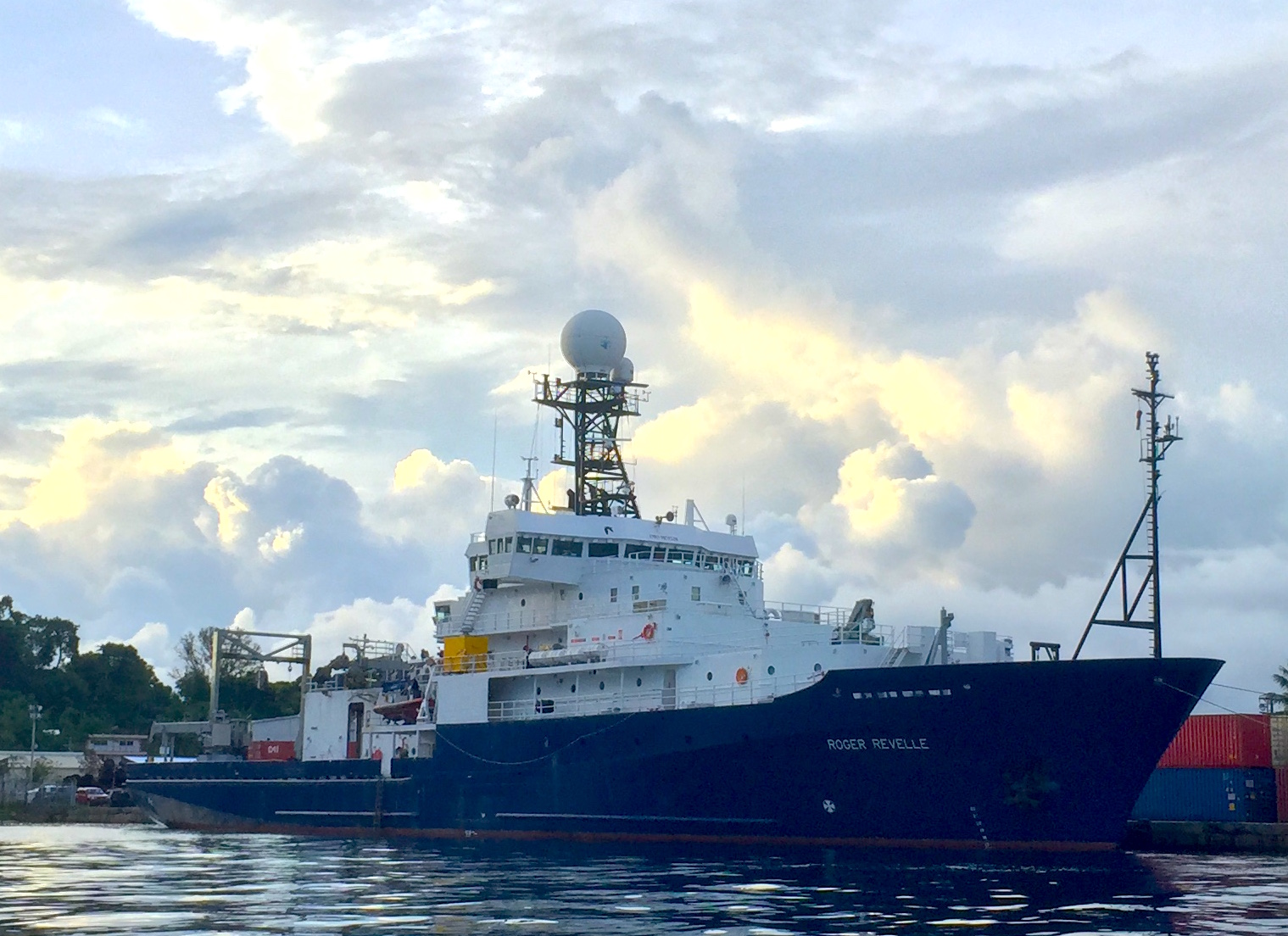
RV Roger Levell tengerkutató hajó

1965-ben a környezeti szennyeződéssel foglalkozó tudományos tanácsadó bizottságnak volt a tagja. Az ő javaslatára tette közzé az amerikai kormány az első hivatalos közleményt, amelyben elismerték, hogy a fosszilis tüzelőanyagokból származó szén-dioxid potenciálisan globális probléma.   
1977-ben az amerikai Nemzeti Tudományos Akadémia energia és klíma bizottságának volt az elnöke. Megállapították, hogy a humán tevékenységgel kibocsátott szén-dioxid kb. negyven százaléka a légkörben maradt, ennek kétharmada a fosszilis tüzelőanyagokból származott, egyharmada a erdőirtás következménye. 
A Scientific Americanben 1982 augusztusában, a szén-dioxidról megjelent cikke hatással volt az olvasókra. Kutatásai kiterjedtek a tengerek szintjénak globális emelkedésére és arra, hogy a gleccserek és jégtáblák olvadása kapcsolatban van a hőmérséklet emelkedésével, a vizek felszínének felmelegedésével.  
Al Gore a Kellemetlen igazság című, a globális felmelegedésről szóló filmben megemlékezik tanáráról, Roger Revelle-ről.

## Díjai
- William Bowie-érem (1968)[5]